# 2014年NBA總決賽
2014年NBA总决赛是2013-14 NBA賽季的最後一場系列賽程，於2014年6月6日至6月16日進行，由東部聯盟冠軍邁阿密熱火對西部聯盟冠軍聖安東尼奧馬刺兩軍連續兩年對決，這是1997至1998年公牛與爵士之後，NBA再次出現連2年同1組合對決的情況。比賽採用七戰四勝制2-2-1-1-1的形式，聖安東尼奧馬刺隊以較佳的例行賽成績（62–20）取得主場優勢，舉行系列賽的第一、二、五、七場比賽。最終馬刺以4：1擊敗熱火，奪得隊史第5座總冠軍，也是首度以偶數年奪冠。

### 季後賽成績
| 邁阿密熱火                                            | 邁阿密熱火 | 聖安東尼奧馬刺 | 聖安東尼奧馬刺                                        |
| ----------------------------------------------------- | ---------- | -------------- | ----------------------------------------------------- |
| 54-28 (.659) 東南賽區第一名，東部第二名，全聯盟第五名 | 常規賽     | 常規賽         | 62-20 (.756) 西南賽區第一名，西部第一名，全聯盟第一名 |
| 4-0擊敗夏洛特山貓                                     | 第一輪     | 第一輪         | 4-3擊敗達拉斯小牛                                     |
| 4-1擊敗布魯克林籃網                                   | 分區半決賽 | 分區半決賽     | 4-1擊敗波特蘭拓荒者                                   |
| 4-2擊敗印第安那溜馬                                   | 分區決賽   | 分區決賽       | 4-2擊敗奧克拉荷馬雷霆                                 |

## 常規賽比數
邁阿密熱火和聖安東尼奧馬刺各在主場拿下勝利。
| 2014年1月27日 |

|  |

| 聖安東尼奧馬刺 101–113 邁阿密熱火 |

| 2014年4月1日 |

|  |

| 邁阿密熱火 87–111 聖安東尼奧馬刺 |

## 比賽摘要
所有時間為美國東岸時間(北美东部时区)。(UTC−4)
| 6月5日 9:00 pm |

| Boxscore |

| 邁阿密熱火 95–110 聖安東尼奧馬刺                                  |  |                                                                      |
| 每節分數： 20–26、29–28、29–20、17–36                             |  |                                                                      |
| 得分： 勒布朗·詹姆斯 21 篮板： 克里斯·波什 9 助攻： 諾里斯·科爾 5 |  | 得分： 提姆·鄧肯 21 篮板： 鄧肯，迪奧 各10個 助攻： 马努·吉诺比利 11 |

| 6月8日 8:00 pm |

| Boxscore |

| 邁阿密熱火 98–96 聖安東尼奧馬刺                                            |  |                                                            |
| 每節分數： 19–26、24–17、34–35、21–18                                      |  |                                                            |
| 得分： 勒布朗·詹姆斯 35 篮板： 勒布朗·詹姆斯 10 助攻： 韋德,查尔默斯 各4次 |  | 得分： 托尼·帕克 21 篮板： 蒂姆·邓肯 15 助攻： 托尼·帕克 7 |

| 6月10日 9:00 pm |

| Boxscore |

| 聖安東尼奧馬刺 111–92 邁阿密熱火                                  |  |                                                                             |
| 每節分數： 41–25、30–25、15–25、25–17                             |  |                                                                             |
| 得分： 科懷·倫納德 29 篮板： 蒂姆·邓肯 6 助攻： 帕克,米爾斯 各4次 |  | 得分： 詹姆斯,韋德 各22分 篮板： 詹姆斯,安德森 各5個 助攻： 勒布朗·詹姆斯 7 |

| 6月12日 9:00 pm |

| Boxscore |

| 聖安東尼奧馬刺 107–86 邁阿密熱火                                 |  |                                                                         |
| 每節分數： 26–17、29–19、26–21、26–29                            |  |                                                                         |
| 得分： 科懷·倫納德 20 篮板： 科懷·倫納德 14 助攻： 伯利斯·迪奧 9 |  | 得分： 勒布朗·詹姆斯 28 篮板： 勒布朗·詹姆斯 8 助攻： 馬里奧·查爾默斯 5 |

| 6月15日 8:00 pm |

| Boxscore |

| 邁阿密熱火 87–104 聖安東尼奧馬刺                                       |  |                                                                  |
| 每節分數： 29–22、11–25、18–30、29–27                                  |  |                                                                  |
| 得分： 勒布朗·詹姆斯 31 篮板： 勒布朗·詹姆斯 10 助攻： 勒布朗·詹姆斯 5 |  | 得分： 科懷·倫納德 22 篮板： 科懷·倫納德 10 助攻： 伯利斯·迪奧 6 |
| 馬刺4–1擊敗熱火 奪得2014年NBA總冠軍                                    |  |                                                                  |

## 外部連結
- 2014年NBA总决赛官方网站